# Лев Аллат
Лев Аллат (араб. اللات) — стародавня статуя лева, який охороняє газель, що прикрашала храм древнеарабской богині Аллат в Пальмірі (Сирія). Статуя була зроблена з вапнякового каменю на початку I століття, мала висоту 3,5 м і вагу 15 тонн. Лев вважався чоловіком Аллат. Газель символізувала ніжність і любов  Аллат: в той час кровопролиття заборонялося під загрозою відплати Аллат. На лівій лапі лева була частково пошкоджений напис на Пальмірському: Аллат благословить кожного, хто не проллє кров в святилище.
Статуя була виявлена в 1977 році групою польських археологів з Польського центру середземноморської археології Варшавського університету (PCMA UW) під керівництвом професора Міхала Ґавліковського. Лев Аллат був основою дизайну логотипу PCMA UW. Статуя була знайдена частинами, які в давнину використовувалися п для фундаменту храму. Згодом було вирішено зібрати частини перед входом до музею Пальміри. Це завдання взяв на себе реставратор Юзеф Гази. У 2005 році він пройшов реставрацію для усунення проблем з складанням. Деякий час статуя була захоплена бійцями ІДІЛ. Потім Пальміру деокупували. В кінцевому результаті 1 жовтня 2017 року він був повністю відреставрований і в даний час виставлено в Національному музеї Дамаска, поки в Пальмірі не буде забезпечена безпека, щоб перемістити його туди знову. Під час громадянської війни в Сирії статуя була захищена металевою пластиною та мішками з піском, щоб захистити її від бойових дій.